# Kōya
Kōya (jap. 高野町 Kōya-chō) – miasto w Japonii, na wyspie Honsiu, w prefekturze Wakayama. Według danych na rok 2020 miejscowość zamieszkiwało 2 970 mieszkańców , a gęstość zaludnienia wyniosła 21,7 os./km².